# Lygrus apicalis
Lygrus apicalis là một loài bọ cánh cứng trong họ Cerambycidae.